# Gro Hagemann
Gro Hagemann (Oslo, 3 de septiembre de 1945) es una historiadora noruega.

## Carrera
Gro Hagemann nació en Oslo y en 1989 obtuvo su doctorado en Filosofía con la tesis Lavtlønnsyrker blir til. Kvinnearbeid og kjønnsskiller i søm og telekommunikasjon 1870–1940 (La formación de empleos de bajo salario. El trabajo de las mujeres y las diferencias de género en textiles y telecomunicaciones, 1870-1940). Desde 1992, ha sido docente en la universidad de Oslo. También es miembro de la Academia Noruega de Ciencia y Letras, y entre 1990 y 1993, presidió la Asociación Histórica de Noruega. Fue galardonada con el Premio Gina Krog en 2009.

## Obra
Entre sus principales e importantes obras se encuentran Skolefolk. Lærernes historie i Norge (La gente de la escuela. Historia de los profesores en Noruega)(1992), Kjønn og industrialisering (Género e Industrialización) (1994) y Det moderne gjennombrudd 1870–1905 (El avance de la modernidad, 1870-1905) (1997, volumen nueve de Aschehougs Norgeshistorie).